# Nationale Monumentenorganisatie
De Nationale Monumentenorganisatie (NMo) is een Nederlandse organisatie, die onder andere rijksmonumenten beheert die geen rijksfunctie hebben. De organisatie beoogt samenwerking in de monumentenwereld met als doel kennis delen, schaalvoordelen behalen, nieuwe toepassingen voor monumenten ontwikkelen en een grotere publieke belangstelling voor monumenten wekken.

## Geschiedenis
In 2012 besloot de minister van Binnenlandse Zaken, Piet Hein Donner, dat rijksmonumenten, die geen rijksfunctie meer vervullen, door het Rijk afgestoten kunnen worden. Zijn opvolger in deze: de minister voor Wonen en Rijksdienst, Stef Blok, zette de verzelfstandiging in 2013 door.
In april 2014 werd de NMo opgericht door zes organisaties op het gebied van monumentenbehoud. Hierin namen onder andere deel: Vereniging Hendrick de Keyser, Vereniging Natuurmonumenten, Stichting Vrienden der Geldersche Kasteelen, BOEi en Utrechtse Maatschappij tot Stadsherstel.
De van het Rijk ontvangen 'instandhoudingsvergoeding' van 61 miljoen euro wordt gestort in een vermogensfonds. Uit de opbrengsten moet de organisatie beheer en onderhoud van de monumenten bekostigen.
Sedert maart 2015 is Robert J. Quarles van Ufford directeur van de NMo.
Op 15 januari 2016 werden 29 monumenten zonder rijksfunctie overgedragen aan de Nationale Monumentenorganisatie. In het najaar van 2018 werd hier de Oostkerk in Middelburg aan toegevoegd. Alle monumenten zijn ondergebracht bij Stichting Monumentenbezit. Sindsdien zijn nog enkele monumenten aan de lijst toegevoegd.
In 2017 traden Staatsbosbeheer en de twaalf provinciale Landschappen toe tot de NMo.